# Fouquières-lès-Lens
 Fouquières-lès-Lens  es una población y comuna francesa, situada en la región de Norte-Paso de Calais, departamento de Paso de Calais, en el distrito de Lens y cantón de Noyelles-sous-Lens.
También se utiliza la forma Fouquières-lez-Lens.

## Demografía
| 9304 | 8801 | 7758 | 7550 | 7038 | 6898 |
| Para los censos de 1962 a 1999 la población legal corresponde a la población sin duplicidades (Fuente: INSEE [Consultar]) |      |      |      |      |      |